# PA-1
«Pad Abort Test-1 (Apollo)» — 6-й старт в рамках программы Аполлон, 1-й запуск для отработки системы аварийного спасения (САС) без ракеты-носителя, состоялся 7 ноября 1963 года.

## Предыстория
Планировалось испытание двигателей системы аварийного спасения (САС) и парашютной системы посадки космического корабля Аполлон. Система аварийного спасения  должна отделить командный модуль от аварийной ракеты, вынести его на достаточную для раскрытия парашютов высоту и отвести в сторону, чтобы он приводнился в океан (при старте с мыса Канаверал). Для увода командного модуля в сторону дополнительный двигатель был размещён в верхней части САС.
Намечалось проверить совместимость штатной САС и картонного макета командного модуля корабля Аполлон. На нём не было аппаратуры для измерения динамических нагрузок на конструкцию, так как макет был габаритно-весовым и сильно отличался от реального корабля.

## Старт

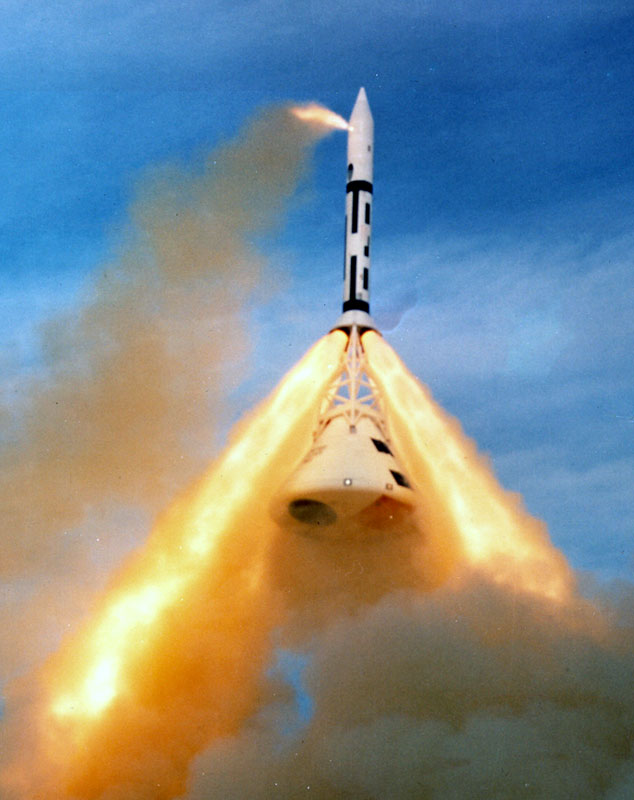
Старт PA-1 (NASA).

7 ноября 1963 года в 9:00:01 по местному времени была дана команда на включение САС . Она запустила алгоритм работы системы, сработали твердотопливные двигатели и за пятнадцать секунд унесли космический корабль от места старта по баллистической траектории в нужном направлении (на Мысе Канаверал — в сторону океана). Парашютная система сработала штатно: сначала вышел тормозной парашют, стабилизировав командный модуль, затем — три основных парашюта, которые погасили вертикальную скорость до 26 км/ч (около 7 м/сек).
После пуска обнаружились две проблемы: двигатели САС сильно закоптили внешнюю поверхность командного модуля, а его аэродинамическая устойчивость оказалась меньше расчётной.

## Фото

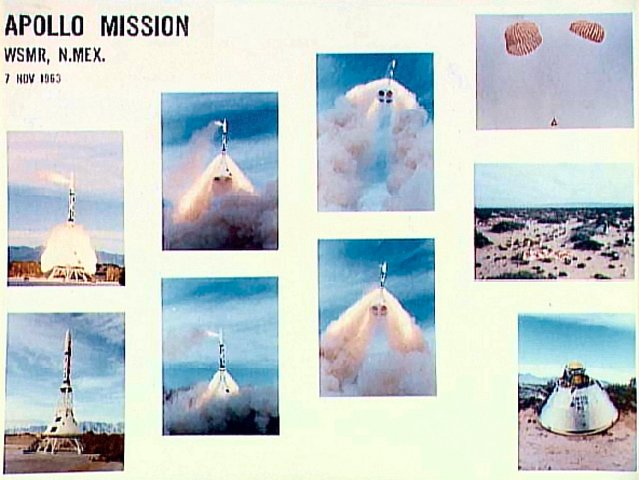
Полет PA-1 7 ноября 1963 (NASA).

## Дополнительно
- Orion PA-1 Launch Abort System Flight Test(видео)
- The Road to PA-1 (видео)